# Antoine Rousselot
Pour les articles homonymes, voir Rousselot.
Antoine Rousselot, né le 7 novembre 1919 à Lyon, en France, mort le 22 mai 1999 à Hyères dans le Var, est un officier des Forces aériennes françaises libres pendant la Seconde Guerre mondiale, puis colonel d'aviation. Il est Compagnon de la Libération. 

## Biographie
Né à Lyon, Antoine Rousselot passe son baccalauréat puis s'engage dans l'aviation, en mai 1939.
Pendant la Seconde Guerre mondiale, en juin 1940, Antoine Rousselot n'accepte pas la défaite et choisit de répondre à l'appel du général de Gaulle. Pour cela, il se fait prendre pour un soldat polonais et réussit à rejoindre l'Angleterre en bateau. Il demande à servir comme pilote de chasse et en reçoit l'entraînement.
Une fois entraîné, il participe aux missions de guerre de la Royal Air Force, dans un squadron de reconnaissance. Il remplit ainsi plus de quarante missions, totalisant plus de 60 heures de vol de guerre.
Antoine Rousselot demande et obtient de changer d'unité pour rejoindre le groupe de bombardement Lorraine. Il participe avec ce groupe aux opérations sur le front occidental, où il mène 37 missions offensives, dont cinq missions en vol rasant et quatre nocturnes. Il se distingue notamment le 22 octobre 1943, son avion est sévèrement atteint, lui-même est blessé à la figure, mais il arrive à ramener son avion en Angleterre avec son équipage sain et sauf. Il doit séjourner à l'hôpital, puis reprend le combat.
À la fin de la guerre, il a accompli 80 missions opérationnelles, 150 heures de vol de guerre. Il est Compagnon de la Libération.
Il se distingue ensuite en Indochine, puis sert au grand quartier général des Forces alliées, et devient colonel.
Antoine Rousselot est mort le 22 mai 1999 à Hyères dans le Var. Il est enterré dans le Lot, à Saint-Cernin.

## Distinctions
- Commandeur de la Légion d'honneur
- Compagnon de la Libération par décret du 20 novembre 1944[2]
- Croix de guerre 1939–1945 (3 citations)
- Croix de guerre des Théâtres d'opérations extérieurs (3 citations)
- Insigne des blessés militaires
- Distinguished Flying Cross (Royaume-Uni)